# Trybsz
Trybsz (słow. Tribš, węg. Újterebes, Tribs, niem. Treibs lub Trips) – wieś w Polsce położona w województwie małopolskim, w powiecie nowotarskim, w gminie Łapsze Niżne.

## Położenie
Wieś położona jest w polskiej części Spisza, na północno-zachodnim Zamagurzu, pomiędzy Pieninami Spiskimi i Pogórzem Spiskim, niedaleko Czarnej Góry oraz Białki Tatrzańskiej. Niedaleko Trybsza, w odległości ok. 2,5 km na północ, znajduje się rezerwat Przełom Białki. Znajdują się tam dwie wapienne skały – Obłazowa i Kramnica, pomiędzy którymi rzeka Białka stworzyła swój przełom.
W latach 1975–1998 miejscowość administracyjnie należała do województwa nowosądeckiego.

## Historia
Trybsz wzmiankowany jest od XVI wieku, kiedy to należał do właścicieli zamku Dunajec (obecnie Niedzica). Wieś założona została przez spolonizowanych osadników z Frydmana. Początkowo należała do parafii w Krempachach, potem we Frydmanie, a samodzielną parafią stała się w roku 1769.

## Zabytki
Obiekt wpisany do rejestru zabytków nieruchomych województwa małopolskiego.
- Kościół drewniany pw. św. Elżbiety, otoczenie, drzewostan.

Kościół z 1567 r., konstrukcji zrębowej, konsekrowany ok. 1640. Jednonawowy bez wieży (rozebranej w 1924 r.). Wewnątrz barokowa polichromia z 1647 r. Na sklepieniu najstarsza malowana panorama polskich Tatr (Hawrań, Płaczliwa Skała), stanowiąca tło dla przedstawienia Sądu Ostatecznego. Obiekt leży na małopolskim Szlaku Architektury Drewnianej. Za kościołem cmentarz parafialny.

### Inne zabytki
- Obok starej świątyni w 1904 r. wzniesiono nową, murowaną – dzisiejszy kościół parafialny.

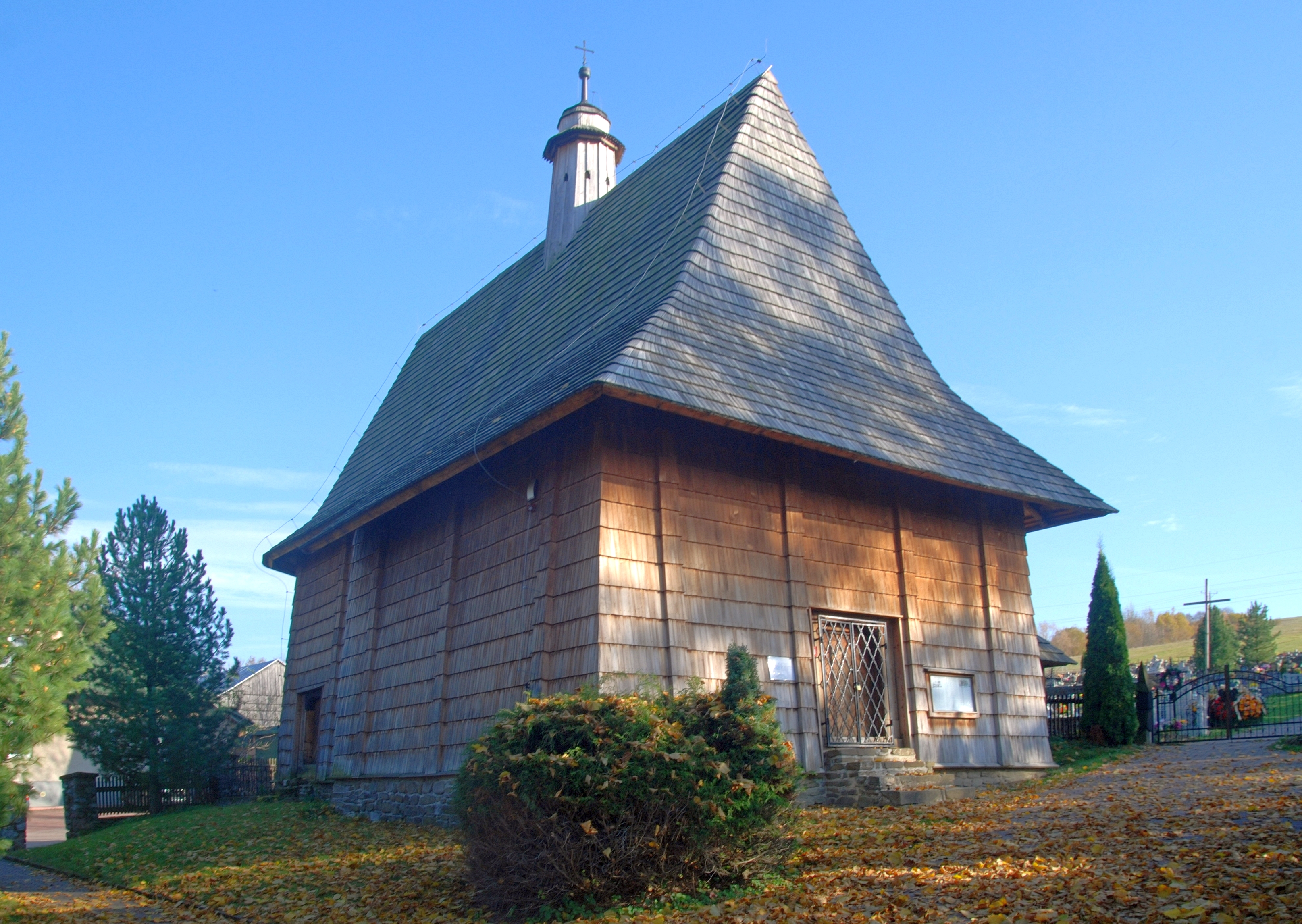
Kościół drewniany w Trybszu
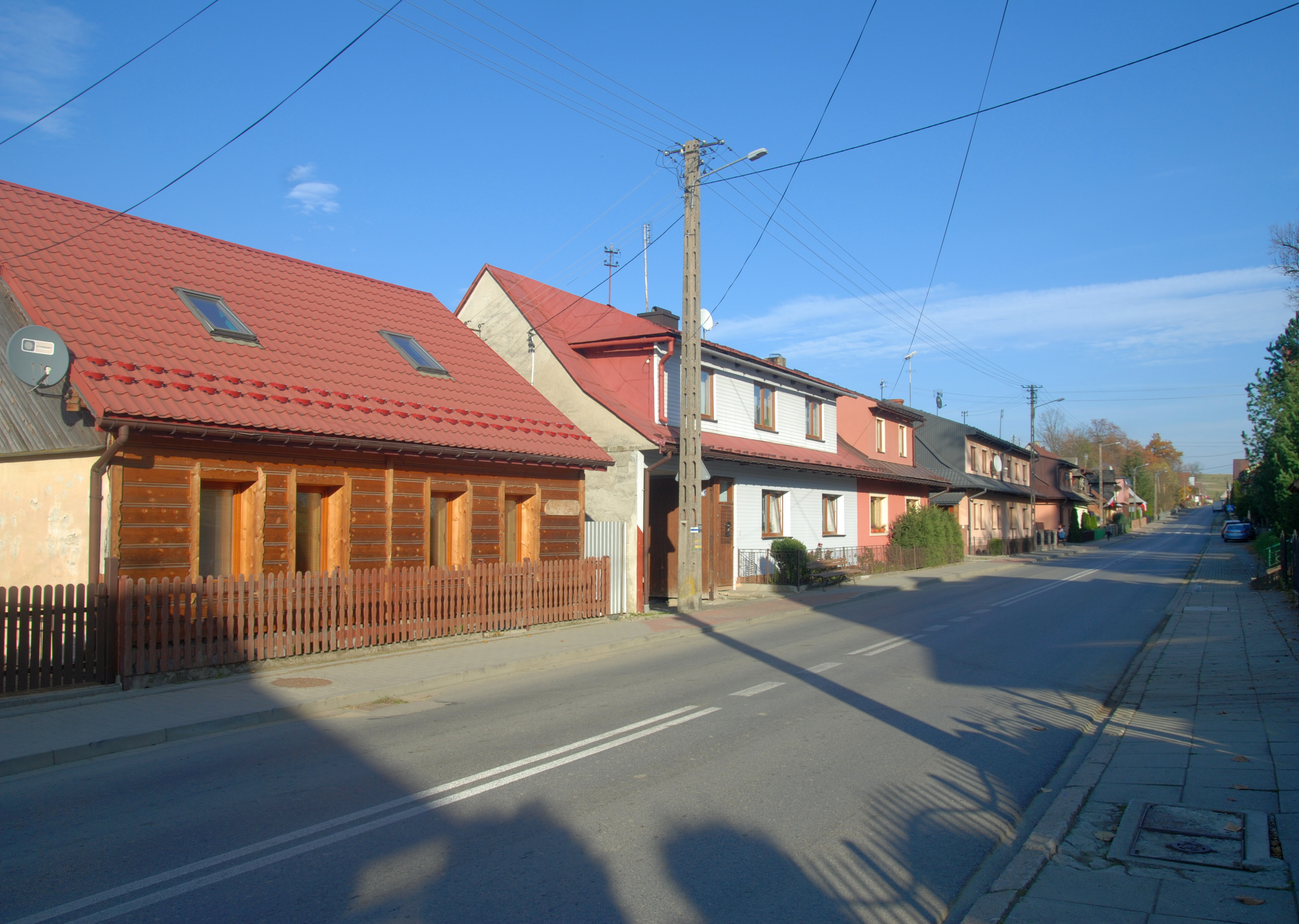
Główna ulica wsi (św. Elżbiety)
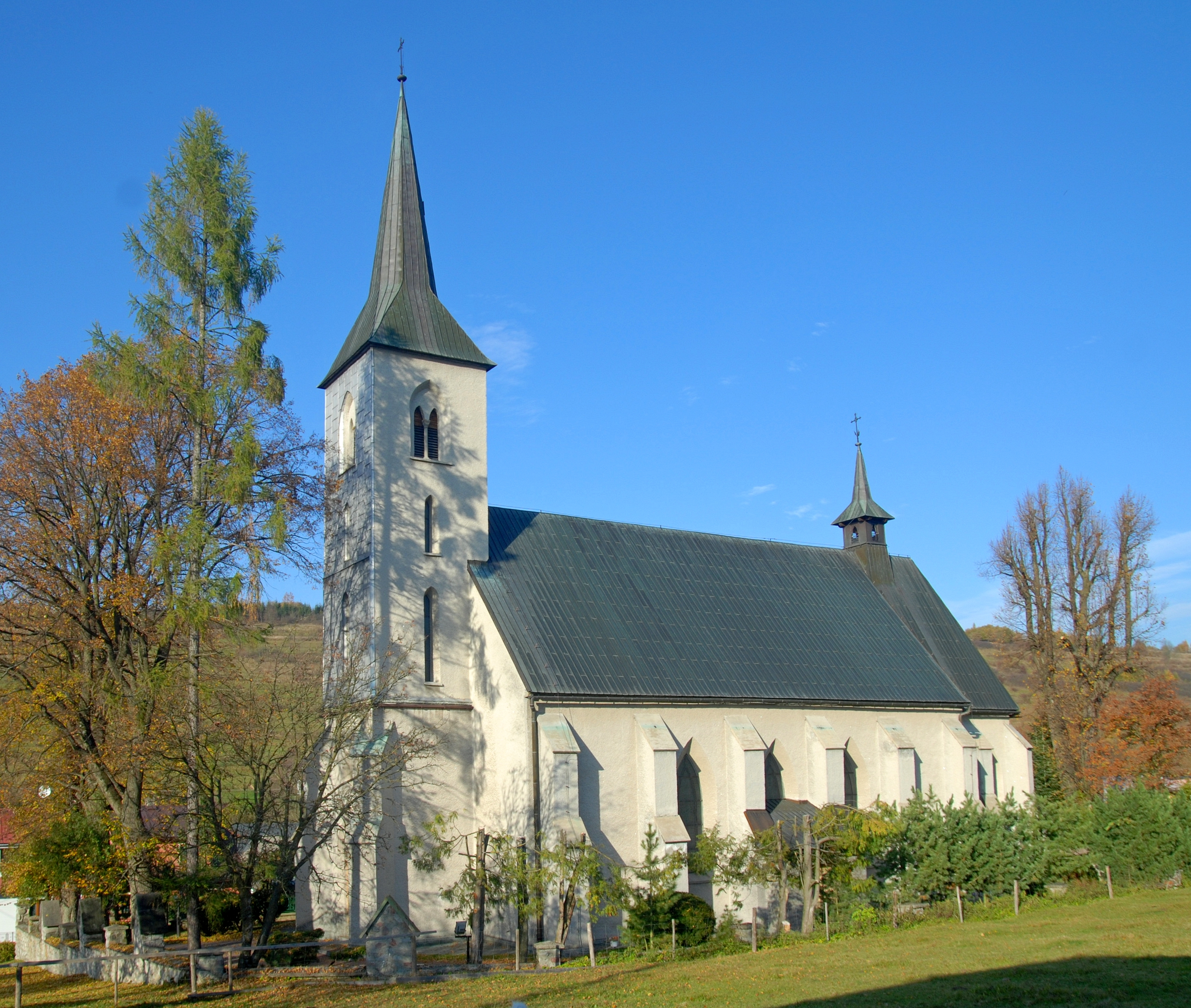
Kościół parafialny

## Kultura
We wsi jest używana gwara spiska, zaliczana przez polskich językoznawców jako gwara dialektu małopolskiego języka polskiego, przez słowackich zaś jako gwara przejściowa polsko-słowacka. Tradycyjnym ubiorem był strój spiski w miejscowej odmianie zwanej trybską.